# Regione di Tablelands
La regione di Tablelands è una Local Government Area che si trova nel Queensland. Essa si estende su una superficie di 64.999 chilometri quadrati e ha una popolazione di 43.727 abitanti. La sede del consiglio si trova a Mareeba.